# Mikaël Lesage
Pour les articles homonymes, voir Lesage.
Mikaël Lesage, né le 19 janvier 1975 à Falaise, est un arbitre fédéral français de football originaire de Loire-Atlantique.

## Biographie

### Carrière d'arbitre
Joueur et arbitre jusqu’à 22 ans. Il s'occupait aussi des jeunes. Il gravit toutes les divisions de la Départemental 1 à la Régional 1 chaque année successive. Après 4 années en Régional 1, il est promu en National 3 en 2005. Il est nommé Arbitre de Ligue 1 en 2011-2012. Il fait partie des neuf retenus en 2016 qui connaissent la professionnalisation de l'arbitrage français et signé un contrat de deux ans.Il a arbitré la finale de la Coupe de France 2017-2018 opposant Les Herbiers VF au Paris Saint Germain,.

#### Au cœur des polémiques en Ligue 1 et relégation
Lors de la saison 2021-2022 de Ligue 1, Mikaël Lesage, s’est retrouvé au centre de nombreuses polémiques. Une séquence mémorable s’est déroulée le 27 février 2022, lors du match opposant l’Olympique Lyonnais au LOSC Lille (0-1). À l’assistance vidéo, Mikaël Lesage a été accusé d’avoir influencé l’arbitre principal Clément Turpin dans sa décision d’annuler un but pourtant initialement validé, inscrit par Lucas Paqueta.
Cette décision, qualifiée d’erreur par Pascal Garibian, le patron des arbitres, a suscité un tollé, amplifié par les critiques de l’ancien arbitre Tony Chapron. Ce dernier, intervenant sur Canal+, a qualifié cette situation d’« erreur de casting », estimant que Mikaël Lesage traversait une période trop difficile pour être assigné à un match aussi important.
Ce n’était pas la première fois que Mikaël Lesage faisait parler de lui cette saison. Une semaine plus tôt, il avait été la cible de vives critiques de Marco Verratti et Neymar après Nantes-PSG (3-1), match durant lequel l’attitude de l’arbitre avait été vivement contestée par les joueurs parisiens.
À la suite de ces nombreuses critiques, il est en 2022, après 10 ans au titre de Fédéral 1, relégué au rang d'arbitre Fédéral 2  pour n'officier qu'en Ligue 2.

## Statistiques*
*Comprenant les rôles d'arbitre central, arbitre assistant et arbitre VAR
| Catégorie                 | Nombres de matchs | Catégorie                             | Nombres de matchs |
| Ligue 1                   | 138               | UEFA Europa League Qualification      | 3                 |
| Ligue 2                   | 122               | UEFA Europa League                    | 3                 |
| Playoffs Ligue 2/National | 3                 | UEFA Champions League Qualification   | 1                 |
| National                  | 26                | UEFA Conference League                | 2                 |
| National 2                | 1                 | UEFA Nations League C                 | 2                 |
| National 3                | 9                 | Amicaux internationaux                | 3                 |
| Coupe de France           | 46                | Éliminatoires Coupe du monde (Europe) | 2                 |
| Coupe de la Ligue         | 22                | Trophée des Champions                 | 2                 |
| ------------------------- | ----------------- | ------------------------------------- | ----------------- |